# Arthur Jeske
Arthur Jeske (* 12. September 1962) ist ein ehemaliger deutscher Fußballspieler.

## Karriere
Der begann das Fußball spielen beim VfL Munderkingen und spielte später für die Junioren des VfB Stuttgart. Hier wurde er 1981 Deutscher A-Jugendmeister. Im Anschluss wechselte er zur in der Oberliga Baden-Württemberg spielenden Amateurmannschaft des Vereins. In der Saison 1982/83 bestritt er zwei Bundesligaspiele für die erste Mannschaft des VfB. 1983 wechselte er zum Lokalrivalen Stuttgarter Kickers, für die er bis 1987 in der 2. Bundesliga 99 mal auflief und dabei sieben Tore erzielte. Zum Ende seiner Laufbahn spielte er eine Saison bei Rot-Weiss Essen und eine Saison beim FC Biel-Bienne in der Schweiz.